# Asia interna

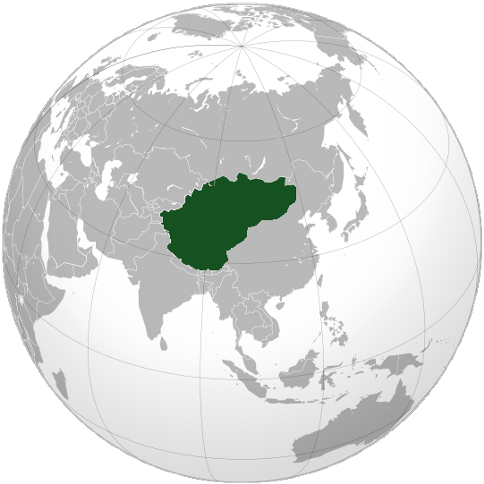
Estensione approssimativa dell'Asia interna

Il termine Asia interna si riferisce alle regioni all'interno dell'Asia orientale e dell'Asia settentrionale che fanno oggi parte della Cina occidentale, della Mongolia e della Russia orientale. Si sovrappone ad alcune definizioni dell'Asia centrale, per lo più quelle storiche, ma alcune regioni dell'Asia interna (come la Cina nord-orientale) non sono considerate parte dell'Asia centrale da nessuna delle sue definizioni. L'Asia interna può essere considerata la "frontiera" della Cina, e come delimitata dall'Asia orientale, che comprende Cina, Giappone e Corea.
L'estensione dell'Asia interna è stata vista in modo diverso in periodi diversi. "Asia interna" a volte è in contrasto con "Cina storica" o "Cina propria", cioè quella formata dalle 18 province originali, quelle con la maggior parte delle popolazioni cinesi Han. Nel 1800 comprendeva quattro aree principali: la Manciuria (moderne Cina nord-orientale e Manciuria esterna), la Mongolia (interna ed esterna), lo Xinjiang e il Tibet. Queste aree erano state recentemente conquistate dalla dinastia Qing, ma erano governate attraverso diverse strutture amministrative non come province regolari durante la maggior parte del periodo Qing. L'agenzia governativa Qing conosciuta come Lifan Yuan fu istituita per supervisionare le regioni dell'impero dell'Asia interna.

## Definizione e utilizzo
Asia interna ha una gamma di definizioni e usi. Uno di questi è il modo in cui Denis Sinor usava l'Asia interna in contrasto con le civiltà agricole, notando i suoi confini mutevoli, come quando una provincia romana fu presa dagli Unni, le aree della Cina settentrionale furono occupate dai Mongoli o quando l'Anatolia cadde sotto l'influenza turca, sradicando la cultura ellenistica.
Un altro è il modo in cui gli studiosi o gli storici della dinastia Qing come quelli della Nuova storia dei Qing usano spesso il termine "Asia interna" quando studiano gli interessi o i regni dei Qing fuori dalla Cina storica.

## Altre lingue
In francese, Asie centrale può significare sia "Asia centrale" che "Asia interna"; la Mongolia e il Tibet da soli sono definiti Haute-Asie (Alta Asia o Asia Superiore).
I termini che significano "Asia interna" nelle lingue dei popoli della regione sono tutti traduzioni di prestiti moderni di termini europei, per lo più russi.

## Termini correlati

### Asia centrale
"Asia centrale" indica normalmente la parte occidentale, quella islamica dell'Asia interna; cioè Kazakistan, Uzbekistan, Kirghizistan, Turkmenistan e Tagikistan, con l'Afghanistan a volte incluso anche come parte dell'Asia centrale. Tuttavia, il sistema di classificazione degli argomenti della Biblioteca del Congresso considera "Asia centrale" e "Asia interna" come sinonimi.

### Eurasia centrale
Secondo Morris Rossabi, il termine "Asia interna" è il termine ben affermato per l'area in letteratura. Tuttavia, a causa delle sue carenze, compresa l'implicazione di una "Asia esterna" che non esiste, Denis Sinor ha proposto il neologismo "Eurasia centrale", che enfatizza il ruolo dell'area nello scambio intercontinentale. Secondo Sinor: